# Киксак д'Од
Киксак д'Од (фр. Cuxac-d'Aude) насеље је и општина у јужној Француској у региону Лангдок-Русијон, у департману Од која припада префектури Нарбон.
По подацима из 2011. године у општини је живело 4122 становника, а густина насељености је износила 191,36 становника/km². Општина се простире на површини од 21,54 km². Налази се на средњој надморској висини од 8 метара (максималној 48 m, а минималној 0 m).

## Демографија
| 1962. | 1968. | 1975. | 1982. | 1990. | 1999. | 2011. |
| ----- | ----- | ----- | ----- | ----- | ----- | ----- |
| 2.162 | 2.314 | 2.490 | 3.014 | 3.998 | 4.272 | 4.122 |

График промене броја становника у току последњих година